# Yassine Ben Nasser
Yassine Ben Nasser – tunezyjski zapaśnik walczący w stylu klasycznym. Srebrny medalista mistrzostw Afryki w 2014 roku.